# زها حدید
زاها محمد حسین حدید اللهیبی (زاده ۳۱ اکتبر ۱۹۵۰-درگذشته ۳۱ مارس ۲۰۱۶)، معمار برجسته عراقی-بریتانیایی در سبک واسازی بود. اغلب آثار وی انعکاس آمیزه‌ای از ساختمان‌سازی، زمین‌شناسی و مناظر اطراف است. آثار و طراحی‌های وی با حرکت و جریان داشتن، ضمن پیروی از هندسه نااقلیدسی، نظم جدیدی را در فضا ایجاد می‌کنند. معماری زها حدید را می‌توان تلاش برای ایجاد پلی میان مدرنیسم متقدم و عصر دیجیتال دانست.
حدید در سال ۲۰۰۴ نخستین زنی بود که به دریافت جایزه معماری پریتزکِر نائل آمد. او در طول دوران فعالیت حرفه‌ای خویش حدود ۹۵۰ پروژه را در ۴۴ کشور طراحی کرد که بسیاری هرگز ساخته نشدند. مجله فوربز در سال ۲۰۰۸، او را به عنوان شصت و نهمین زن قدرتمند جهان لقب داد.

## زندگی‌نامه
زاها محمد حدید در بغداد به دنیا آمد. پدرش محمد حدید از بنیانگذاران حزب دمکراتیک ترقی‌خواه عراق و در سالهای ۱۹۵۸ تا ۱۹۶۰ وزیر دارایی عراق بود و مادرش وجیهه الصابونجی متعلق به خانواده‌ای متمول از شهر موصل بود. زها دوران دبیرستان را در مدرسه‌ای که راهبه‌های کاتولیک فرانسوی در بغداد اداره می‌کردند، تحصیل کرد و پس از آن که مدت کوتاهی در سوئیس و انگلستان بود به خاورمیانه بازگشت و تحصیلات دانشگاهی خود را در بیروت پی گرفت.

زاها مدرک ریاضیات خود را از دانشگاه آمریکایی بیروت اخذ کرد و سپس برای تحصیل در مدرسه معماری لندن (AA) راهی لندن شد. او بعد از فارغ‌التحصیل شدن از دانشگاه با استاد اسبق خویش رم کولهاس در دفتر معماری او. ام. ای به کار مشغول شد و در سال ۱۹۷۷ عضوی از آن شد. در سال‌های نخست فعالیت حرفه‌ای طرح‌های حدید اگرچه جلب توجه می‌کردند، اما به دلیل این که غیرقابل ساخت تشخیص داده می‌شدند، به مرحله اجرا نمی‌رسید.
در سال ۱۹۷۹ دفتر مستقل خود را در لندن ایجاد کرد و در همان سال‌ها در مدرسه معماری لندن (AA) به تدریس مشغول بود. زها حدید برنده مدال‌ها و جوایز متعددی شده بود، از جمله «مدال سلطنتی معماری» در بریتانیا. او همچنین جایزه بهترین طرح معماری سال ۲۰۱۴ را از سوی موزه طراحی برای طراحی مرکز فرهنگی حیدر علیف در باکو، پایتخت جمهوری آذربایجان دریافت کرد.
طی ۱۶۷ سال، زاها حدید نخستین زنی بود که مدال سلطنتی بریتانیا را دریافت کرد. او پیش‌تر در سال ۲۰۱۲ لقب تشریفاتی بانو (به انگلیسی: Dame) را از ملکه بریتانیا دریافت کرده بود.
زاها حدید هیچ‌گاه ازدواج نکرد و بچه‌ای نداشت.

## برخی پروژه‌های معماری

مرکز فرهنگی حیدر علیف

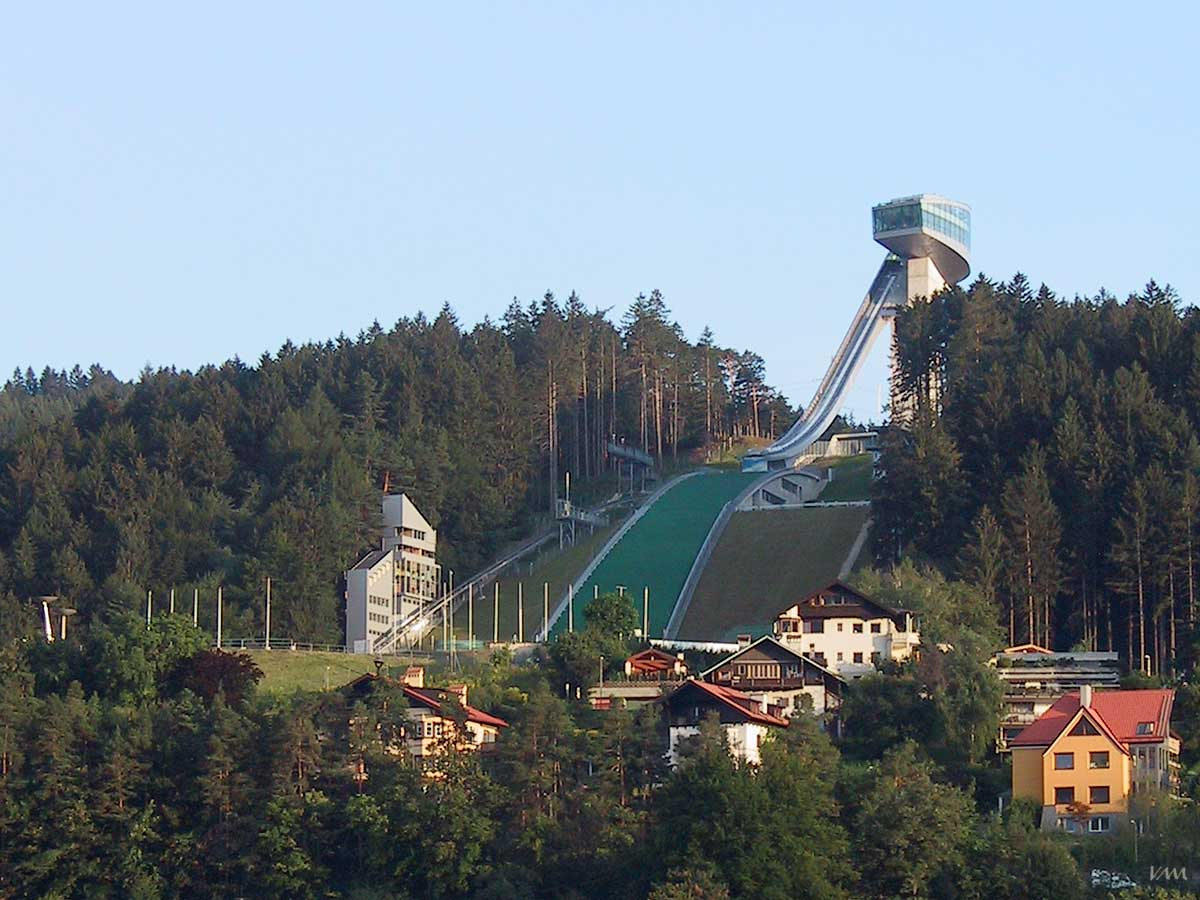
پرشگاه اسکی برگیزل در اینسبروک

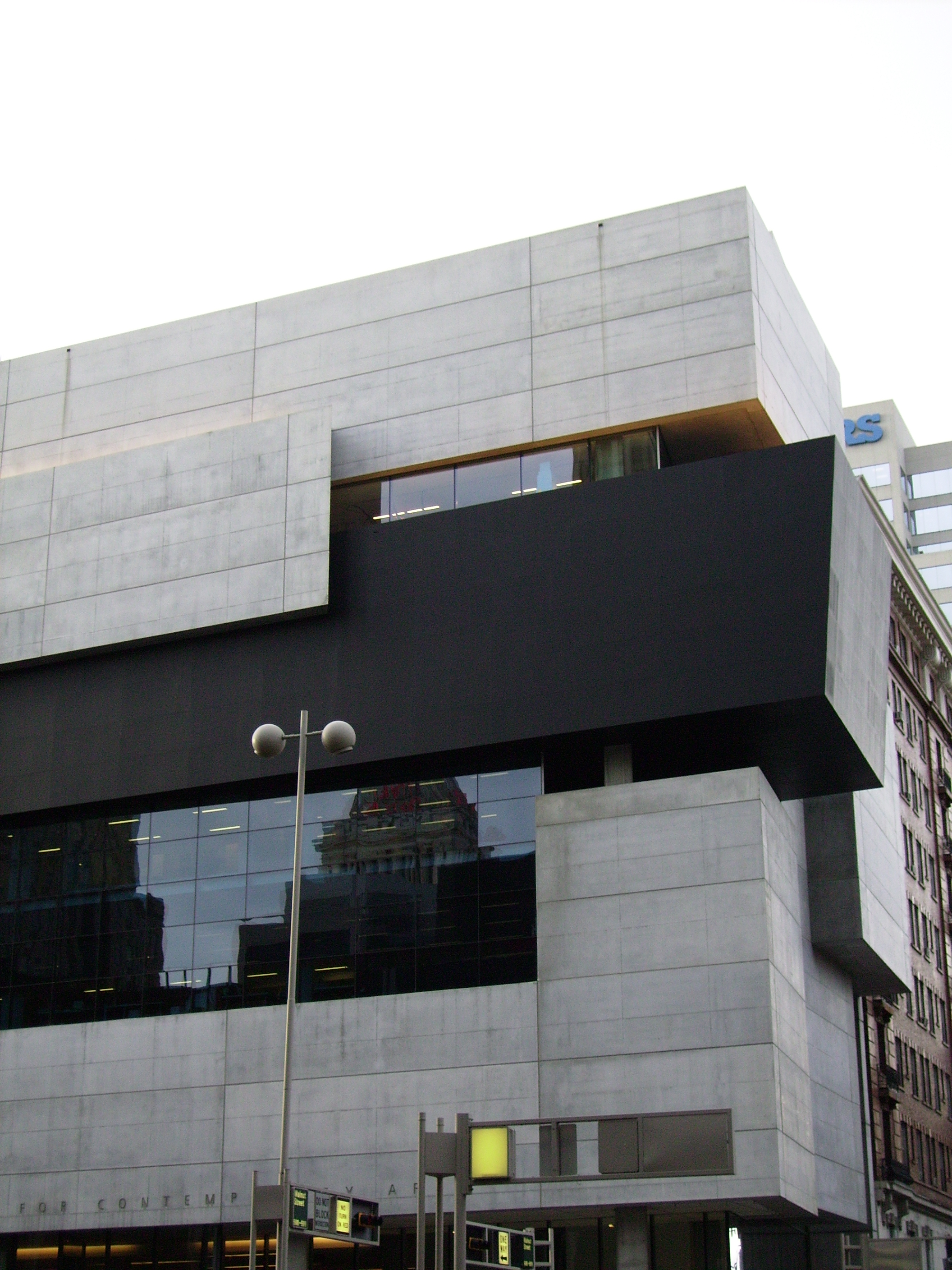
مرکز هنرهای معاصر سینسینتی در اوهایو در آمریکا

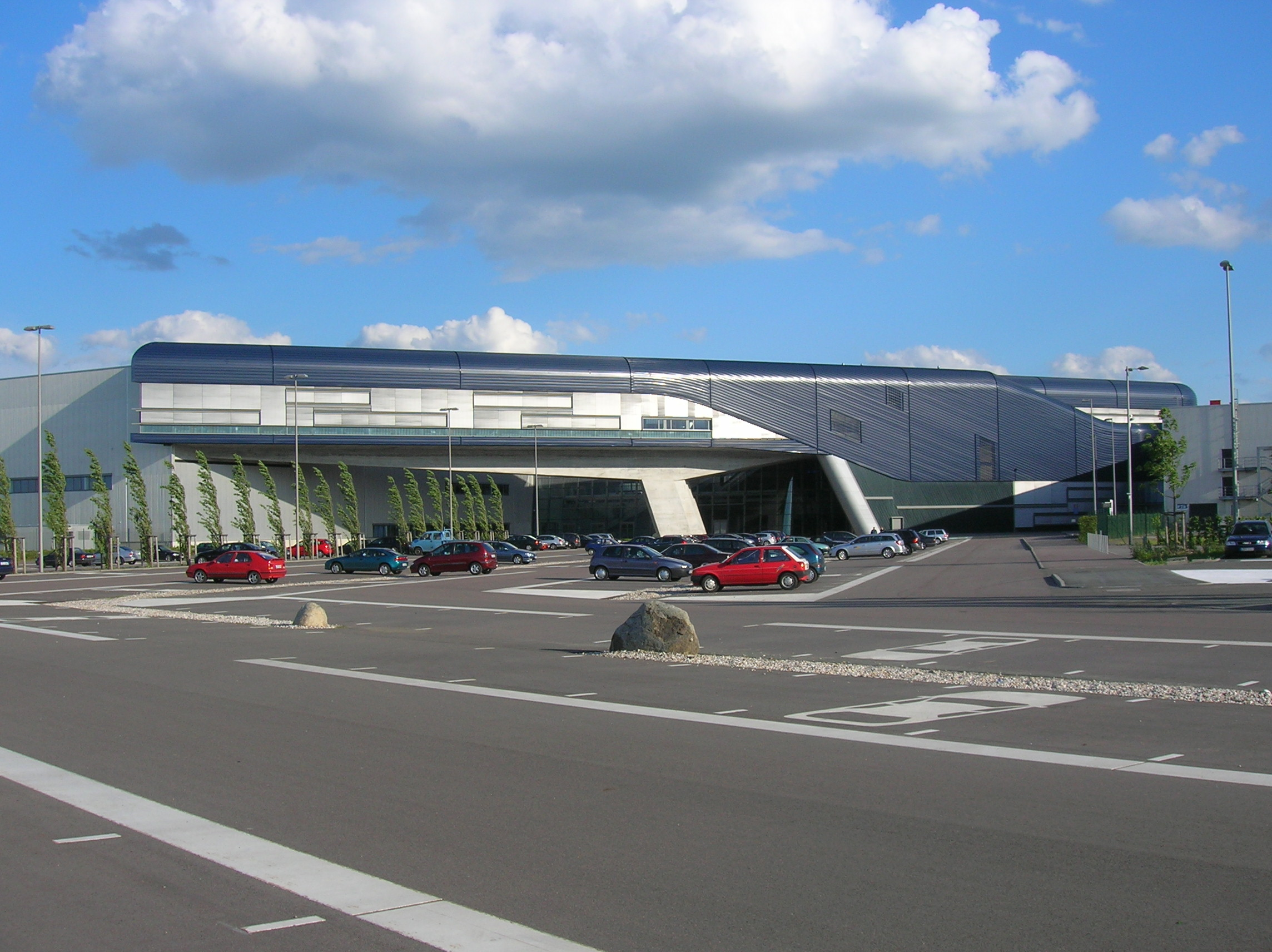
ساختمان مرکزی بی ام و در لایپزیگدر آلمان

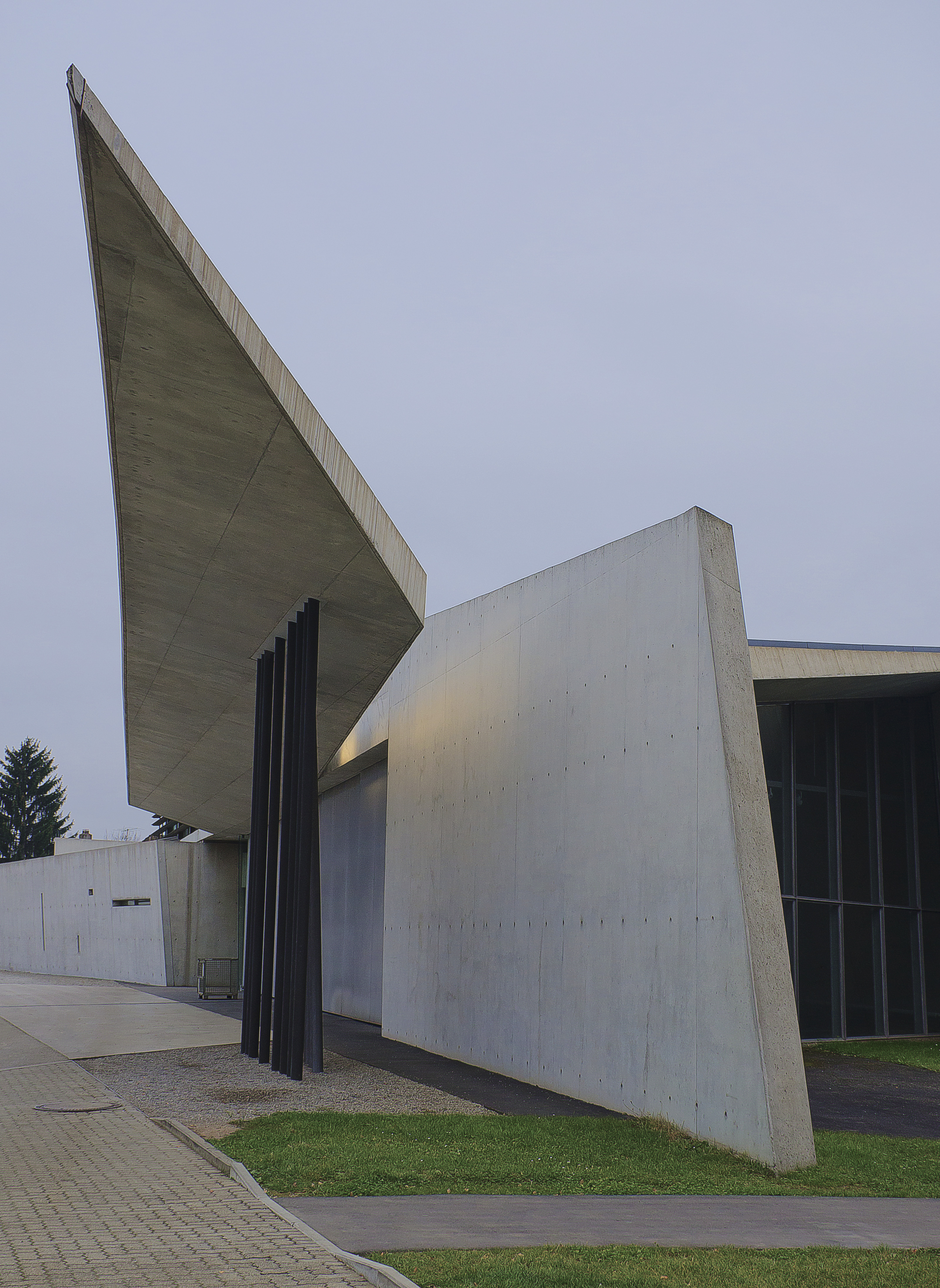
یک ایستگاه آتش‌نشانی در وایل آم راین در آلمان

- مرکز فرهنگی حیدر علیف (۲۰۰۷–۲۰۱۲)، باکو، آذربایجان
- مرکز ورزش‌های آبی لندن (۲۰۱۱)
- مرکز مگی در بیمارستان ویکتوریا (۲۰۰۶)، کرکالدی، اسکاتلند
- ایستگاه قطار سریع‌السیر ناپل (۲۰۰۶)، ناپل، ایتالیا
- ساختمان مرکزی ب‌ام‌و (۲۰۰۵)، لایپزیگ، آلمان
- ترن هوایی (۲۰۰۷) اینسبروک، اتریش
- مرکز علمی فائنو (۲۰۰۵)، ولفسبورگ، آلمان
- مرکز هنرهای معاصر سینسینتی (۲۰۰۳)، سینسینتی، اوهایو، آمریکا
- سکوی پرش اسکی برگیزل (۲۰۰۲)، اینسبروک، اتریش
- ایستگاه آتش‌نشانی ویترا (۱۹۹۴)، ویل ام راین، آلمان
- هتل فرشته پاسارگاد(۲۰۱۱–۲۰۱۷)، تهران، ایران[۱۰][۱۱]
- ورزشگاه الوکره (۲۰۱۷)، الوکره، قطر
- طراح منتخب برجهای فاز ۲ مجموعه برج میلاد در مسابقه بین‌المللی معماری پروژه فاز ۲ میلاد[۱۲][۱۳]

### فاز دوم برج میلاد
پیش‌تر اعلام شده بود که در مسابقه طراحی و معماری فاز دوم برج میلاد زها حدید مقام اول را کسب کرده و طراح منتخب این پروژه است.
ولی پس از اعلام برنده، برخی ارتفاع هتل پیشنهاد شده در این طرح را بیش از حد بلند و باعث مخدوش شدن دید برج میلاد عنوان کردند. به همین دلیل اجرای این پروژه بر اساس طرح حدید با تأخیر روبرو شد و در فروردین ۱۳۹۵ و تنها چند روز پس از مرگ زها حدید، رئیس کمیته عمران شورای شهر عنوان کرد که طرح زاها حدید کنار گذاشته شده است و در حال انتخاب طرح جدیدی هستند.

## انتقادها

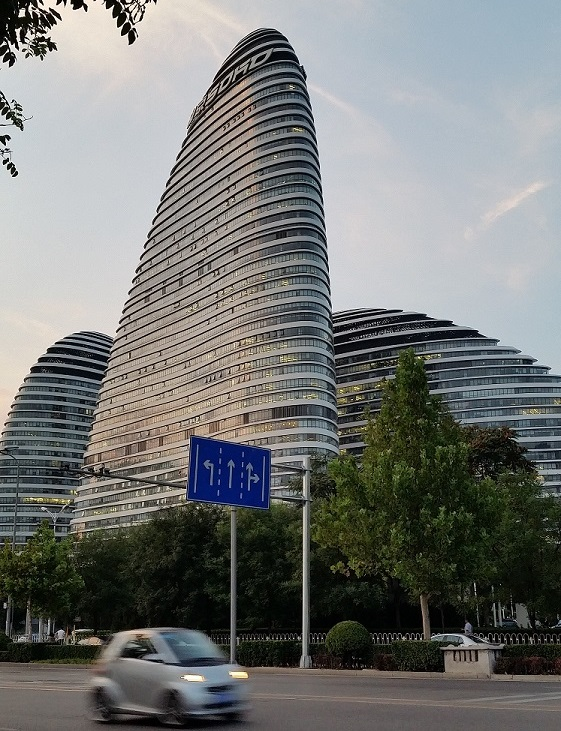
مجتمع سوهو در وانگ‌جینگ پکن

برخی از منتقدان سبک و شیوه آثار حدید را بیش از حد عجیب و غریب نامیده‌اند و معتقدند که حامیان مالی بعضی از پروژه‌های وی دولت‌های دیکتاتوری بوده‌اند. شون گریفیث، استاد معماری چنین می‌گوید که آثار زها حدید مانند یک ظرف خالی‌اند که به سادگی در خدمت هر ایدئولوژی و هر حکومتی قرار می‌گیرند.

هم‌چنین طرح وی برای مرکز تجاری در پکن موسوم به کهکشان سوهو مورد انتقاد شدید فعالان میراث فرهنگی چین قرار گرفت. آنها معتقد بودند که این طرح خسارت‌ها و تخریب‌های زیادی در محله‌های تاریخی پکن به وجود آورده و طرح تاریخی این محلات را به کلی برهم زده است.

منتقدان هتل – آپارتمان پنج ستاره پاسارگاد فرشته در تهران با انتقاد به این پروژه می‌گویند که ۴۰ طبقه این عمارت اضافی است.

## ترجمه به فارسی
- هشتاد و نه درجه در کتاب نظریه‌ها و مانیفست‌های معماری معاصر؛ جمع‌آوری و ویرایش چارلز جنکز، ترجمه احسان حنیف، انتشارات فکر نو، ۱۳۹۷.
- انفجارها؛ فشردگی ها؛ گله ها؛ تجمعات؛ پیکسل سازیها؛ فضاهای حجاری شده، حفاری در کتاب نظریه‌ها و مانیفست‌های معماری معاصر؛ جمع‌آوری و ویرایش چارلز جنکز، ترجمه احسان حنیف، انتشارات فکر نو، ۱۳۹۷.
- زاها حدید: بناها و پروژه‌ها؛ نوشته داراب دیبا، ترجمه امیراعلا عدیلی، انتشارات چهار حوض، ۱۳۹۲.

## درگذشت
زها حدید، روز ۱۱ فروردین ۱۳۹۵ (۳۱ مارس ۲۰۱۶) در بیمارستانی در میامی آمریکا و در پی حمله قلبی درگذشت.

## نگارخانه

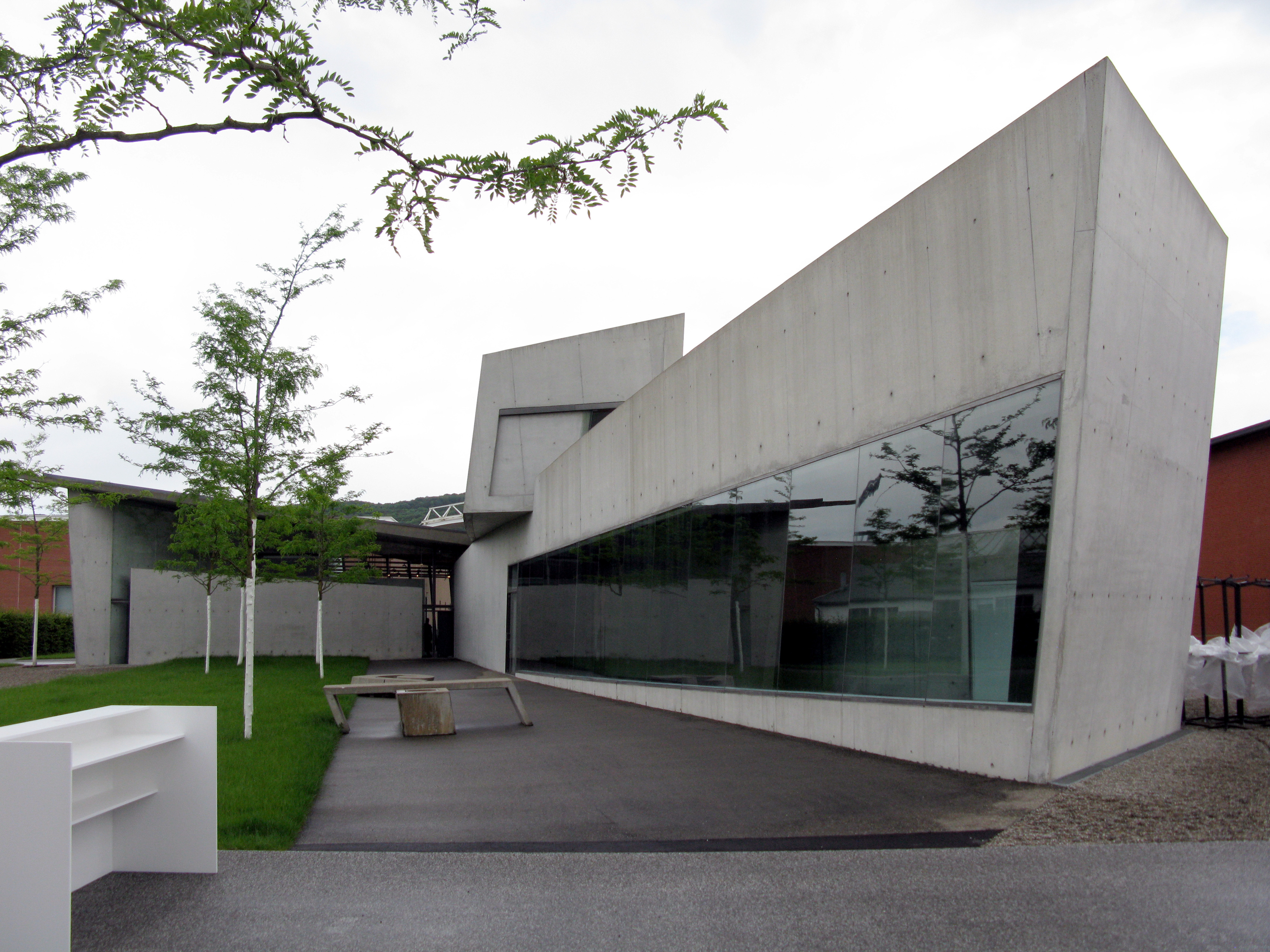
ایستگاه آتش نشانی ویترا در وایل آم راین در آلمان (۱۹۹۱-۱۹۹۳)
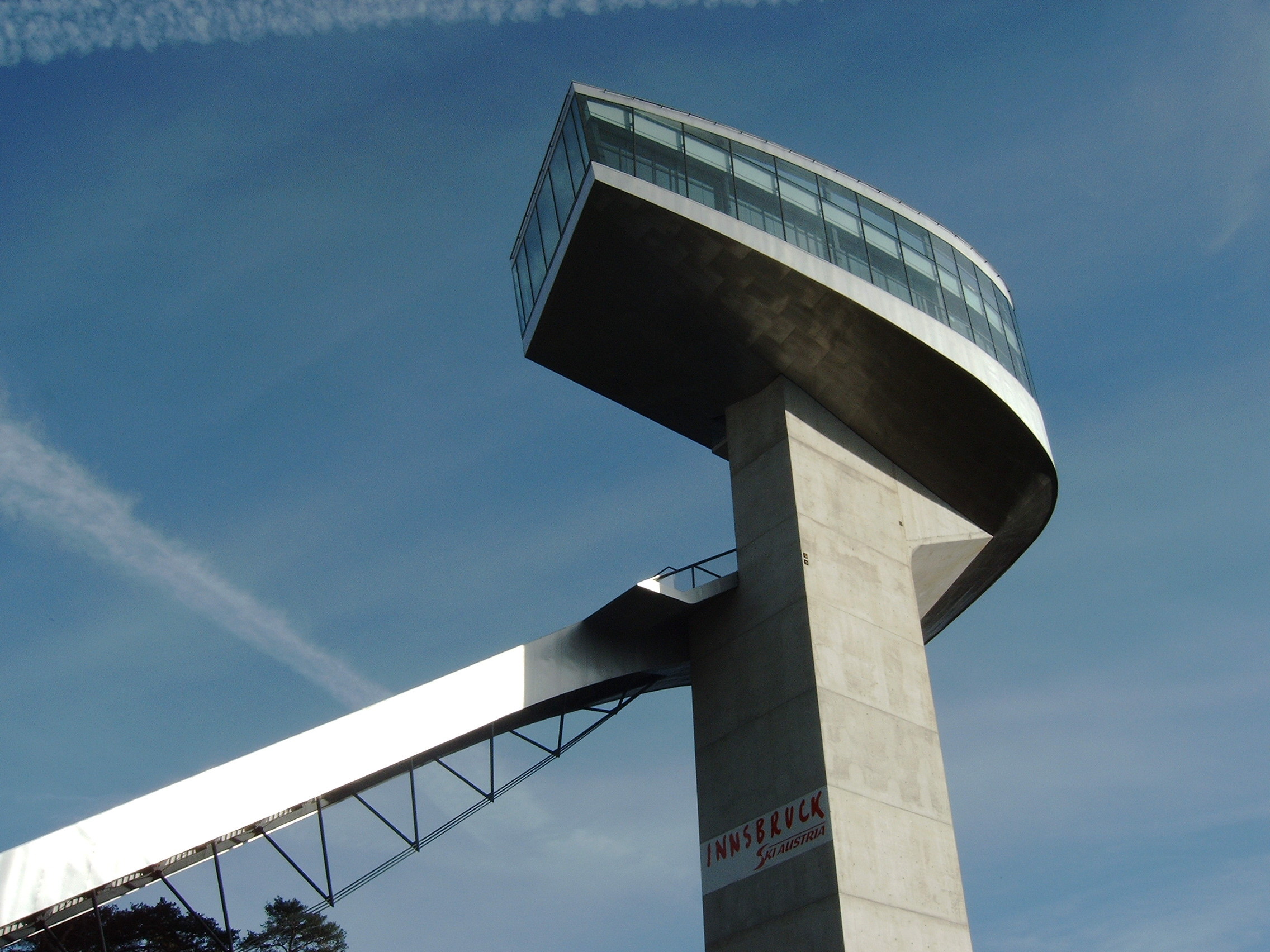
اسکی پرش برگیزل
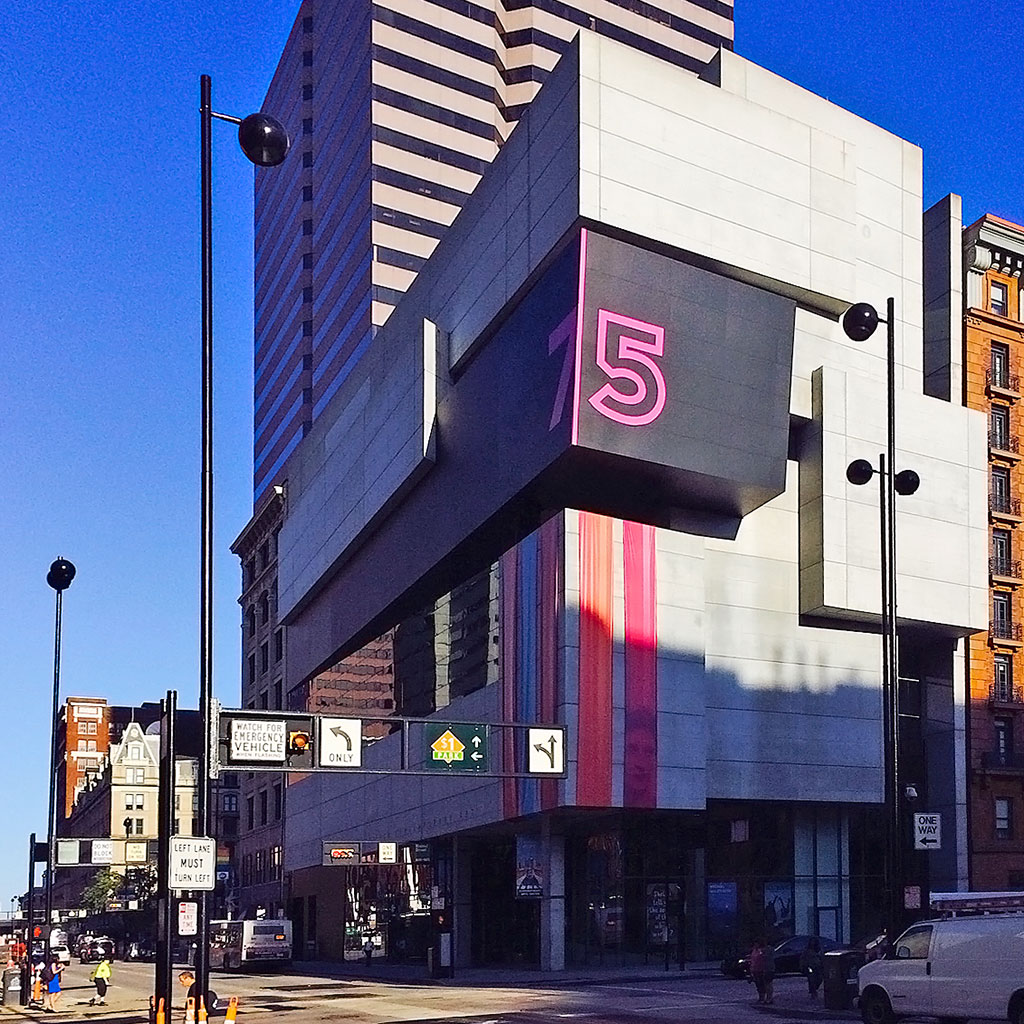
مرکز هنرهای معاصر سینسینتی در سینسیناتی، اوهایو در آمریکا (۱۹۹۷-۲۰۰۳)
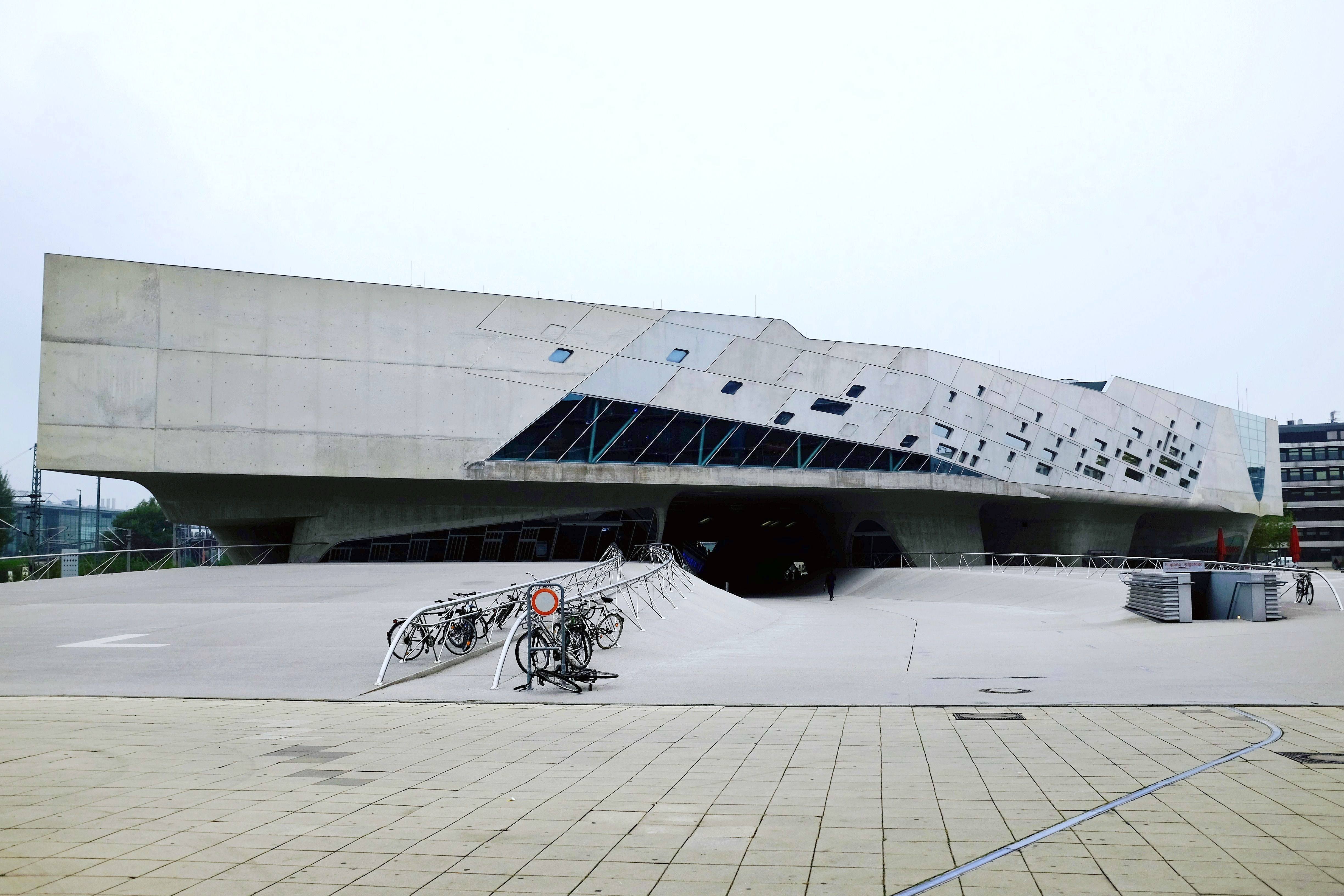
مرکز علوم فائنو در وولفسبرگ در آلمان (۲۰۰۰-۲۰۰۵)
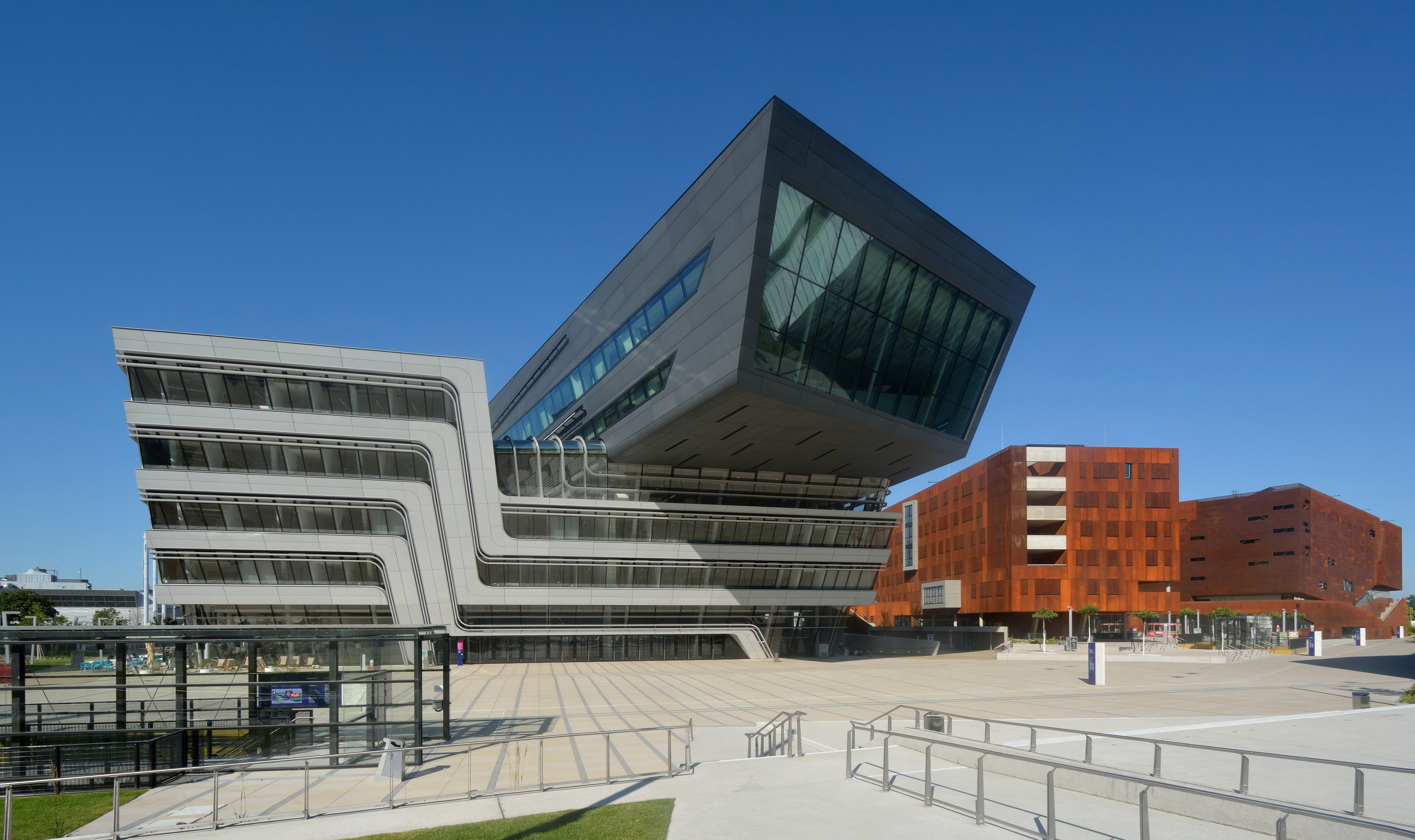
دانشگاه اقتصاد و کسب‌وکار وین
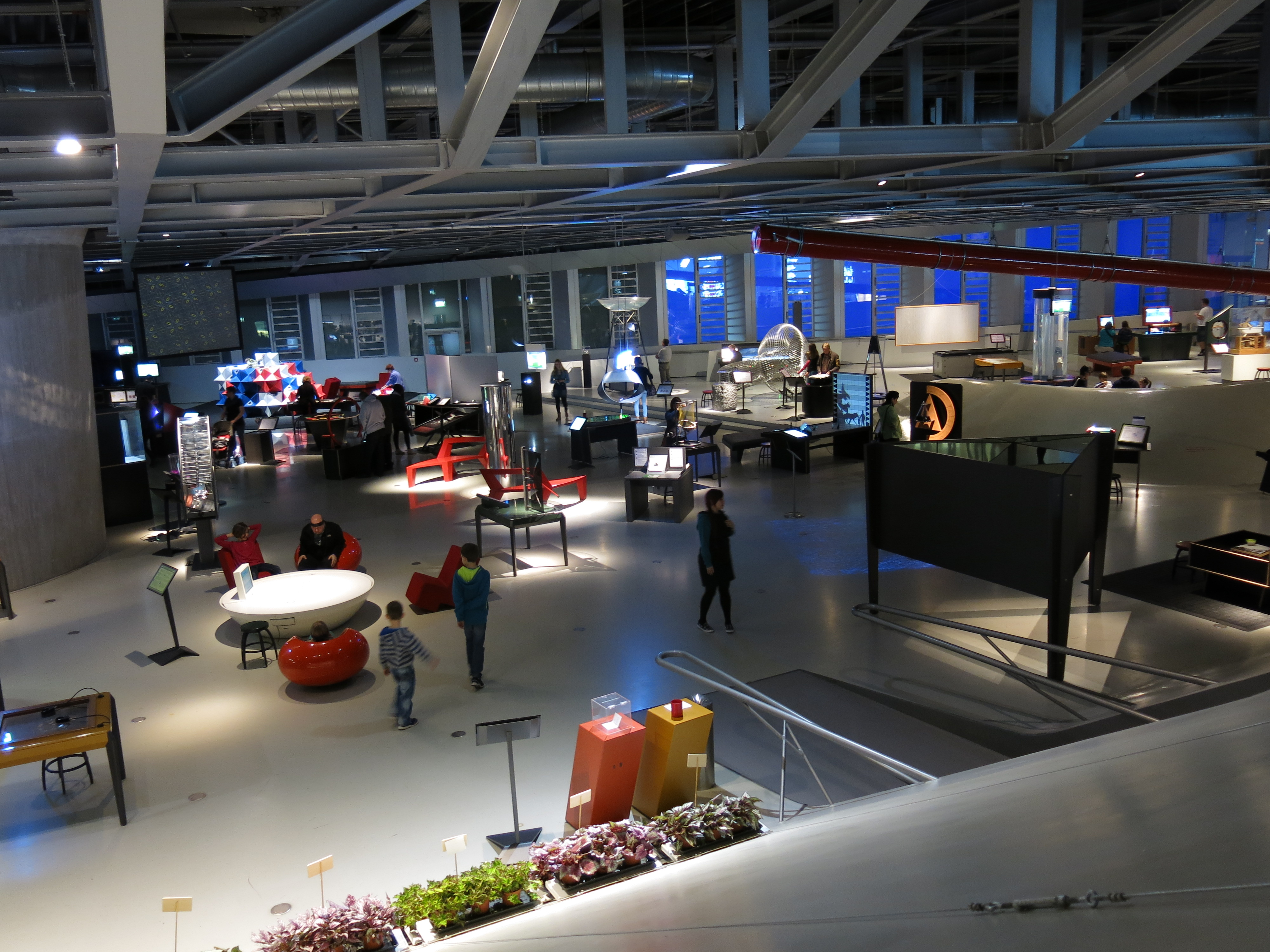
داخلی مرکز علوم فانئو
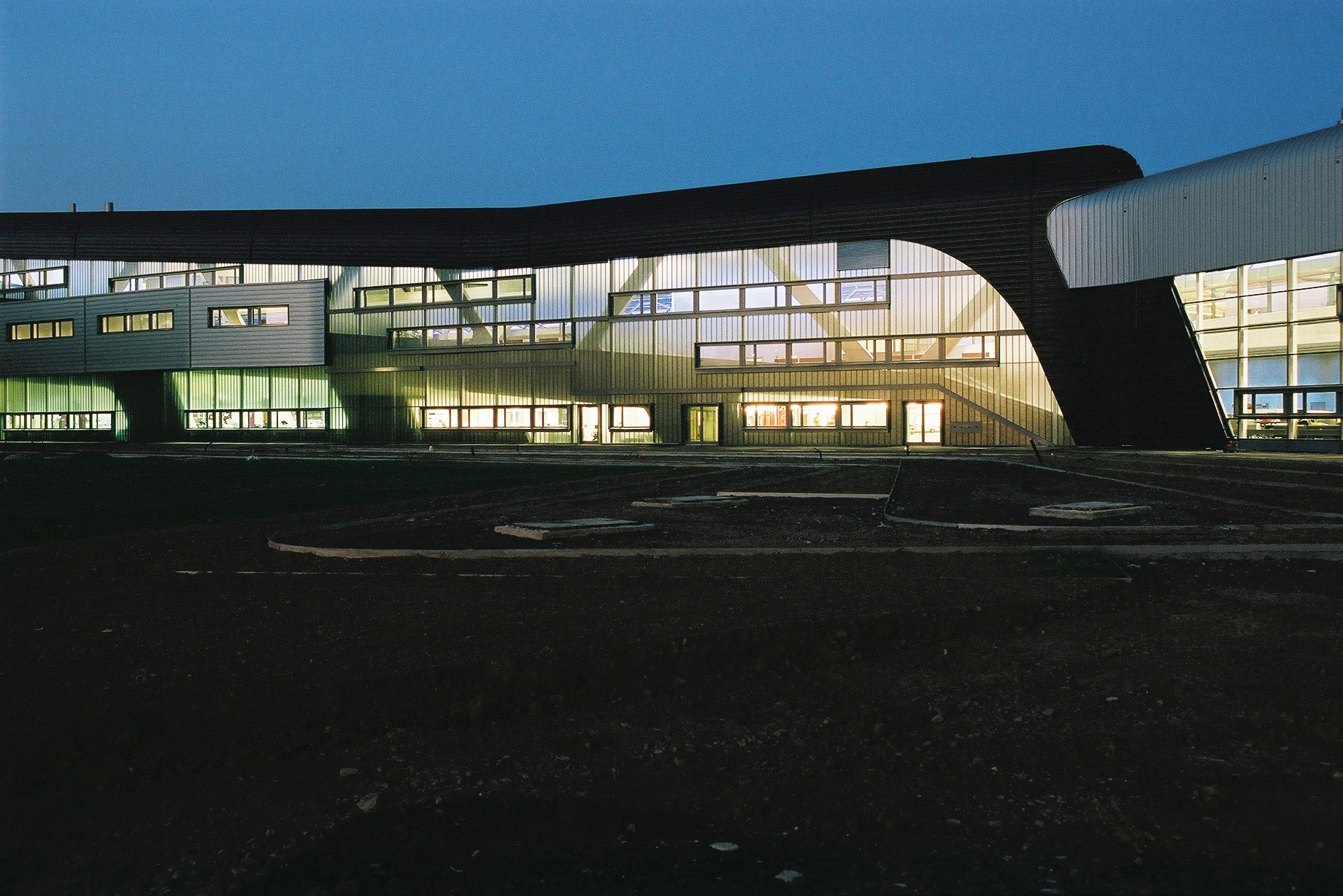
ساختمان اداری بی‌ام‌و در لایپزیگ در آلمان (۲۰۰۱-۲۰۰۵)
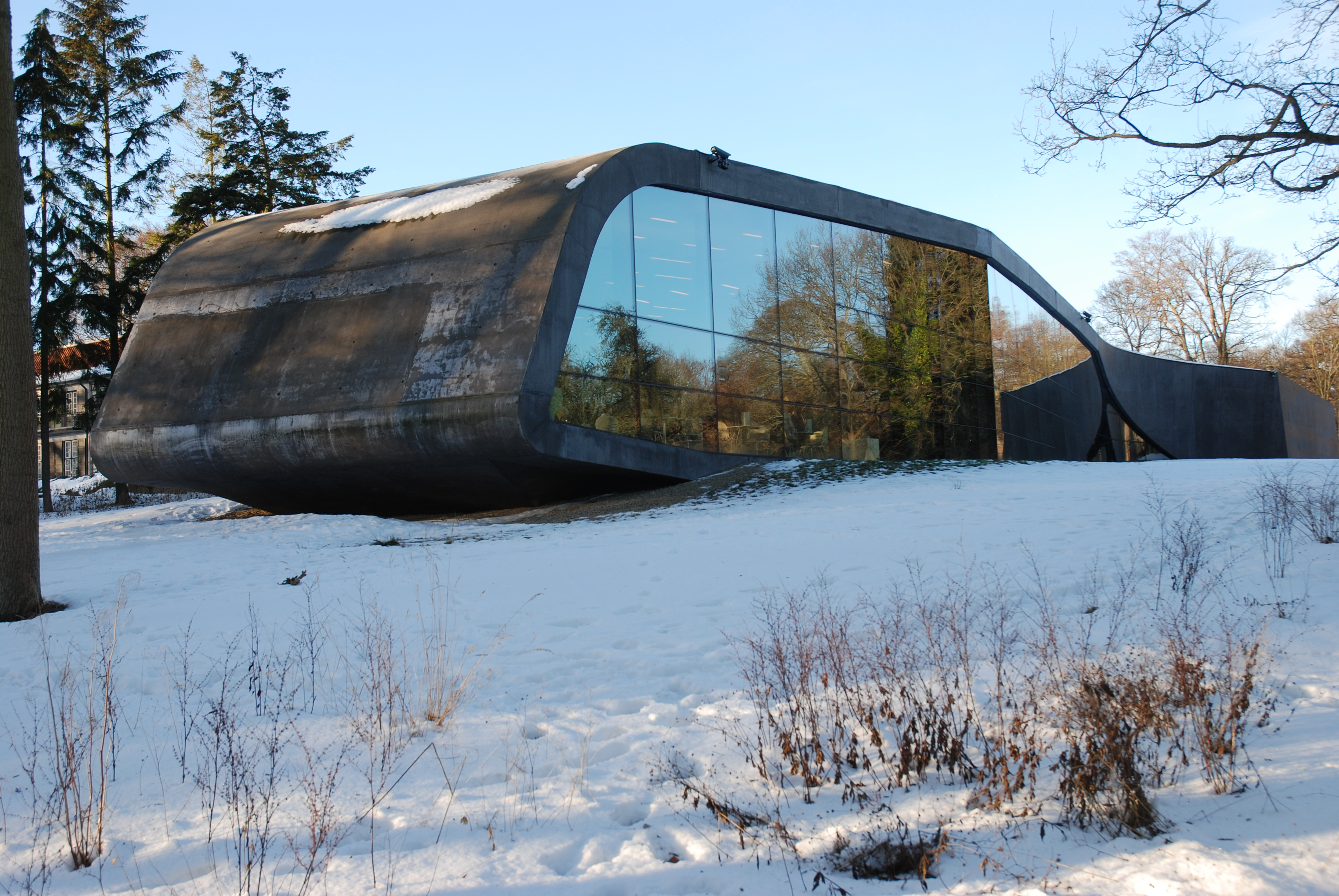
ساختمان جانبی موزه اوردراپگارد در کپنهاگ در دانمارک (۲۰۰۱-۲۰۰۵)